# Barbadische Fußballnationalmannschaft der Frauen
Die Barbadische Fußballnationalmannschaft der Frauen repräsentiert den karibischen Insel-Staat Barbados Frauenfußball. Da der nationale Verband Barbados Football Association Mitglied im Weltverband FIFA und im Regionalverband CONCACAF ist. Ist die Mannschaft für die Teilnahme an der Qualifikation zur CONCACAF W Championship berechtigt. Weiter tritt die Mannschaft auch in der Qualifikation für die Olympischen Spiele an.

## Geschichte
Das erste Spiel der Geschichte für die Mannschaft, fand bereits in der Vorrunde der Karibik-Qualifikation zum CONCACAF Women’s Gold Cup 2006 statt. Mit einem 0:1 verlor man hier gegen Antigua und Barbuda, konnte im Rückspiel aber zumindest ein 0:0 erzielen. Bereits bei der Qualifikation zur Ausgabe im Jahr 2010, konnte man dann mit einem 3:0 über Anguila den ersten Sieg der Länderspielgeschichte feiern. Kurz darauf kam es dann mit einem 4:0-Sieg über Grenada, zum bis heute höchsten Länderspielsieg von 4:0. Damit platzierte man sich auf dem ersten Platz seiner Gruppe und zog in die zweite Runde ein. Hier gelang neben zwei Niederlagen, jedoch nur ein 4:3-Sieg über St. Lucia, was mit einem dritten Platz nicht zum Weiterkommen reichte.
Die Qualifikation für die Ausgabe im Jahr 2014, wiederum war mit zwei Niederlagen, in der ersten Gruppenphase für die Mannschaft dann schon wieder zu Ende. Bei der Qualifikation zum Turnier im Jahr 2018 lief es dann wieder etwas besser, hier reichte es nach einem knappen Auftaktsieg gegen Suriname jedoch schlussendlich nur noch zu einem weiteren Punkt durch ein 0:0 gegen Guyana, was zumindest den vorletzten Gruppenplatz bedeutete.
Die Qualifikation für die CONCACAF W Championship 2022, startete dann aber gleich mit einer zu diesem Zeitpunkt der mit höchsten Niederlagen in der Geschichte des Teams. Der einzige Punktgewinn in dieser Runde resultierte dann auch nur durch ein 3:1 gegen Aruba, womit man am Ende wieder nur Vorletzter wurde.

## Weltmeisterschaft
| - 1991: keine Teilnahme, erstes Spiel erst 2006 - 1995: keine Teilnahme, erstes Spiel erst 2006 - 1999: keine Teilnahme, erstes Spiel erst 2006 - 2003: keine Teilnahme, erstes Spiel erst 2006 - 2007: nicht qualifiziert | - 2011: nicht qualifiziert - 2015: nicht qualifiziert - 2019: nicht qualifiziert - 2023: nicht qualifiziert |

## CONCACAF W Championship / CONCACAF Women’s Gold Cup
| - 1991: keine Teilnahme, erstes Spiel erst 2006 - 1993: keine Teilnahme, erstes Spiel erst 2006 - 1994: keine Teilnahme, erstes Spiel erst 2006 - 1998: keine Teilnahme, erstes Spiel erst 2006 - 2000: keine Teilnahme, erstes Spiel erst 2006 - 2002: keine Teilnahme, erstes Spiel erst 2006 | - 2006: nicht qualifiziert - 2010: nicht qualifiziert - 2014: nicht qualifiziert - 2018: nicht qualifiziert - 2022: nicht qualifiziert |